# Fresh Cream
Fresh Cream es el álbum debut de la banda británica Cream, editado en diciembre de 1966. Es el primer álbum para el sello discográfico independiente Reaction Records, puesto en marcha por el productor Robert Stigwood. Llegó al puesto #6 en el Reino Unido y al #39 en Estados Unidos, en este caso, en 1968. Otras reediciones en CD incluyen "The Coffee Song", compuesta por Tony Colton y Ray Smith, y "Wrapping Paper", compuesta por Jack Bruce y Pete Brown como bonus tracks.
Los sencillos salidos del álbum fueron varios, algunos como lado B de un sencillo sin álbum o con un álbum distinto, estos fueron Cat's Squirrel, apareciendo como el lado b de Wrapping Paper, seguido de I Feel Free con N.S.U. como lado b, también Spoonful, canción la cual se dividió en dos partes, la parte 1 en el lado a y la 2 en el lado b y por último, Sweet Wine, que se editó una versión en vivo de la misma como el lado b de Lawdy Mama, sencillo del álbum en vivo, Live Cream.
Asimismo, en el 2003, en una edición especial, la revista Rolling Stone posicionó el álbum en el puesto 101 de su lista de los 500 mejores álbumes de todos los tiempos.

## Trasfondo
Este fue el álbum debut de la banda, después que Eric Clapton se uniera a Jack Bruce y Ginger Baker, y fue producido por Robert Stigwood, y lanzado en el Reino Unido bajo el sello de Reaction Records, tal como su segundo álbum, el 9 de diciembre, a la par que el sencillo I Feel Free, mientras que en el resto de Europa, Polydor Records hizo esto y en Estados Unidos fue trabajo de Atco Records.
El álbum se distribuyó originalmente tanto en sonido monoaural como en sonido estereofónico, aunque por muchos años solo se pudo conseguir en estéreo.

## Lista de canciones
En el Reino Unido la canción I Feel Free no fue incluida en el álbum ya que había sido lanzada como una canción exclusiva de un sencillo y en Estados Unidos esa canción sustituyó a Spoonful, un cover de Willie Dixon

| Lado A |                    |                             |          |  |
| N.º    | Título             | Escritor                    | Duración |  |
| 1.     | «I Feel Free»      | Jack Bruce, Pete Brown      | 2:52     |  |
| 2.     | «N. S. U.»         | Jack Bruce                  | 2:43     |  |
| 3.     | «Sleepy Time Time» | Jack Bruce, Janet Godfrey   | 4:20     |  |
| 4.     | «Dreaming»         | Jack Bruce                  | 1:58     |  |
| 5.     | «Sweet Wine»       | Ginger Baker, Janet Godfrey | 3:17     |  |
| 6.     | «Spoonful»         | Willie Dixon                | 6:30     |  |

| lado B |                                 |                                                   |          |  |
| N.º    | Título                          | Escritor                                          | Duración |  |
| 1.     | «Cat's Squirrel (instrumental)» | Trad; arr. Jack Bruce, Ginger Baker, Eric Clapton | 3:03     |  |
| 2.     | «Four Until Late»               | Robert Johnson; arr. Eric Clapton                 | 2:07     |  |
| 3.     | «Rollin' and Tumblin'»          | Muddy Waters                                      | 4:42     |  |
| 4.     | «I'm So Glad»                   | Skip James                                        | 3:57     |  |
| 5.     | «Toad (instrumental)»           | Ginger Baker                                      | 5:09     |  |

## Miembros
- Jack Bruce - voz principal y coros, bajo eléctrico, piano y armónica
- Eric Clapton - guitarra eléctrica y coros
- Ginger Baker - batería, pandereta y coros